# Jurij Abramowicz
Jurij Garrijewicz Abramowicz (ros. Юрий Гарриевич Абрамович, ur. 15 września 1935 w Charkowie, zm. 28 lutego 2017 w mieście Żukowskij) – pilot doświadczalny Moskiewskiego Lotniczego Zjednoczenia Produkcyjnego MiG i Bohaterem Federacji Rosyjskiej (1996).

## Życiorys
Urodził się w rodzinie żydowskiej. Od 1941 do 1944 przebywał na ewakuacji w Bierieznikach, od 1944 mieszkał w Kijowie, gdzie do 1953 skończył 10 klas szkoły. W 1959 ukończył Moskiewski Instytut Lotniczy, jednocześnie ze studiami uczył się latać szybowcem i samolotem w aeroklubie. Pilotując Jaka-18 brał udział w paradach powietrznych w 1958 i w 1961 w Tuszynie. W 1965 ukończył szkołę pilotów doświadczalnych, później do 1995 pracował jako pilot doświadczalny dla zakładów lotniczych Znajma Truda/Łuchowickich Zakładów Lotniczych. Przetestował wiele modeli MiG-ów i ich modyfikacji oraz samolot Ił-103. 7 sierpnia 1971 podczas lotu testowego katapultował się po awarii. Do 2015 pracował jako zastępca naczelnika kompleksu lotniczo-doświadczalnego ds. pracy lotniczej Rosyjskiej Korporacji Konstrukcji Samolotów MiG. 14 sierpnia 1981 otrzymał tytuł zasłużonego pilota doświadczalnego ZSRR. W 1970 mianowano go starszym porucznikiem rezerwy.

## Odznaczenia
- Bohater Federacji Rosyjskiej (1 marca 1996)
- Order Czerwonego Sztandaru Pracy (dwukrotnie, 26 kwietnia 1971 i 11 października 1974)
- Order „Znak Honoru” (31 lipca 1961)
- Order Flagi Narodowej (Korea Północna, 1969)

I medale.